# Аксамитный, Анатолий Сергеевич
Анатолий Сергеевич Аксамитный (1884—1931) — русский учёный-гидротехник, профессор.

## Биография
Родился 17 мая 1884 года[по какому календарю?] в дворянской семье. Родители развелись, когда Анатолию исполнилось полтора года; воспитывался матерью, Варварой Фёдоровной (умерла в блокадном Ленинграде).
В 1902 году окончил Минское реальное училище.
После окончания в 1912 году Петроградского института инженеров путей сообщения был командирован во Францию и Германию по поручению Управления внутренних водных путей Министерства путей сообщения Российской империи.
В 1913—1918 годах служил в Управлении внутренних водных путей, бюро проектирования водных путей. Одновременно преподавал курс плотин и внутренних водных сообщений в Петроградском политехническом институте и в Петроградском институте инженеров путей сообщения.
В 1918—1919 годах работал начальником технического отдела Управления работ по шлюзованию порожистой части реки Днепр в Екатеринославе. В 1920 году — заведующий работами по шлюзованию реки Дон.
Преподавал на инженерно-мелиоративном факультете Донского политехнического института; читал курсы: плотины, гидрология, гидрография, водное хозяйство; вел дипломное проектирование по гидротехнике. С 1927 года — профессор.
С момента создания Управления Беломорско-Балтийского канала был назначен главным инженером строительства.
Был арестован 2 октября 1930 года в Москве по обвинению в том, что, являясь главным инженером Беломорско-Балтийского Водного пути, занимался вредительской деятельностью (ст. 58 п.7 УК РСФСР).
После четырехмесячного пребывания в Москве его под конвоем направили в Ростов. На станции Зверево под Ростовом при невыясненных обстоятельствах он выбросился с поезда и погиб. Был похоронен на сельском кладбище Зверево.
По заключению прокуратуры Ростовской области от 22 марта 2002 года реабилитирован на основании ст. 3 п. «б» Закона РФ «О реабилитации жертв политических репрессий» от 18 октября 1991 года.
В середине 1980-х дочери эксгумировали прах отца на кладбище Зверево и перезахоронили на Северном кладбище Санкт-Петербурга в могилу к его жене Наталии Васильевне.

## Семья
Жена — Наталия Васильевна (умерла в середине 1950-х гг.). Их дочери: Ирина (?—2001), Ольга (?—1988).